# Riviera di Chiaia

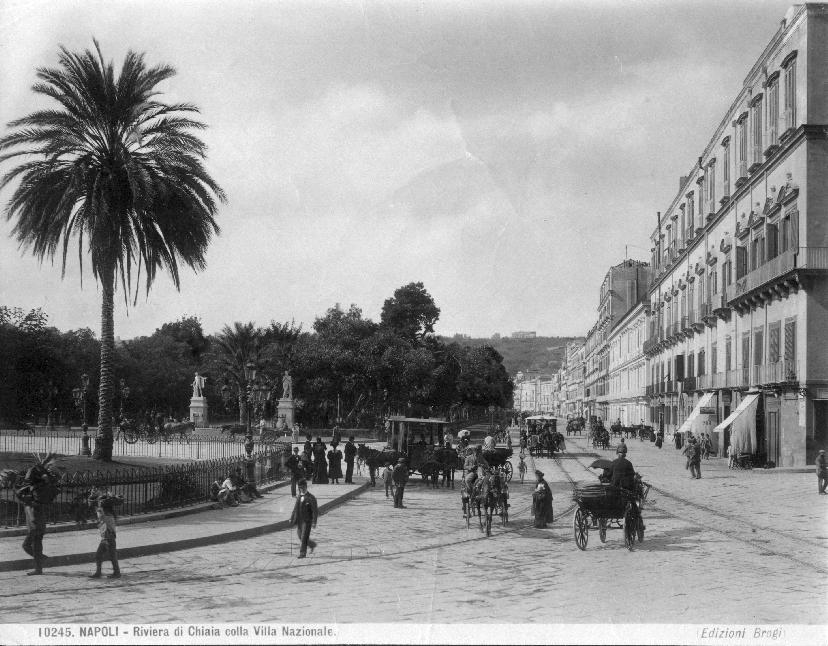
La Riviera di Chiaia en una foto de Carlo Brogi, a finales del.

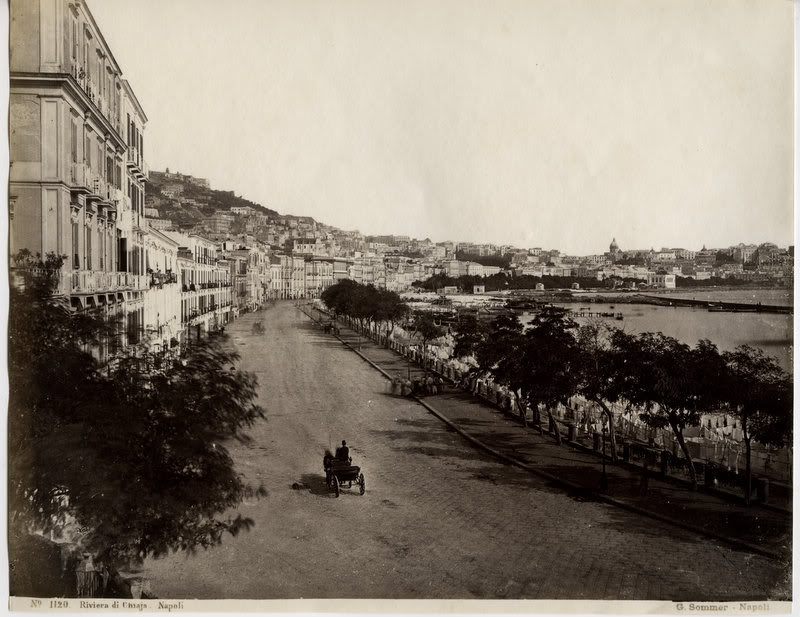
La Riviera di Chiaia en 1865.

La Riviera di Chiaia es una calle de Nápoles, Italia, que discurre desde la Piazza della Vittoria hasta la Piazza della Repubblica, en el barrio de Chiaia.
El nombre de la calle, como el del barrio, deriva de platja, "playa" en catalán, y se remonta a la dominación aragonesa.
En esta calle, la más antigua del barrio (aparte de unos pocos edificios anteriores, la urbanización detrás de la Riviera data de finales del siglo XIX), se construyeron muchos palacios nobiliarios, entre los cuales destaca la Villa Pignatelli, sede del Museo Diego Aragona Pignatelli Cortés.
La calle fue abierta por el virrey Luis Francisco de la Cerda y Aragón, duque de Medinaceli, en 1697, pero experimentó con los siglos grandes cambios. Originalmente se abría sobre la playa del litoral de Nápoles, pero hoy rodea el lado interior de la Villa Comunale (la calle que la rodea por el exterior, Via Francesco Caracciolo, fue creada sobre tierras ganadas al mar durante el Risanamento de Nápoles).
La escritora Mary Shelley, que se alojó allí a comienzos del siglo XIX, la eligió como lugar de nacimiento de Víctor Frankenstein, protagonista de su novela más célebre, Frankenstein.

## Monumentos
En la calle se encuentran los siguientes monumentos (desde la Piazza della Vittoria):
- Palazzo Ravaschieri;
- Palazzo Caracciolo di San Teodoro;
- Palazzo Ischitella;
- Palazzo Cioffi;
- Palazzo Pignatelli di Strongoli;
- Palazzo Ruffo della Scaletta;
- Villa Pignatelli;
- Palazzo Caravita di Sirignano;
- Palazzo Serracapriola;
- Palazzo Battiloro;
- Chiesa di San Giuseppe a Chiaia;
- Palazzo Guevara di Bovino;
- Palazzo Mirelli di Teora;

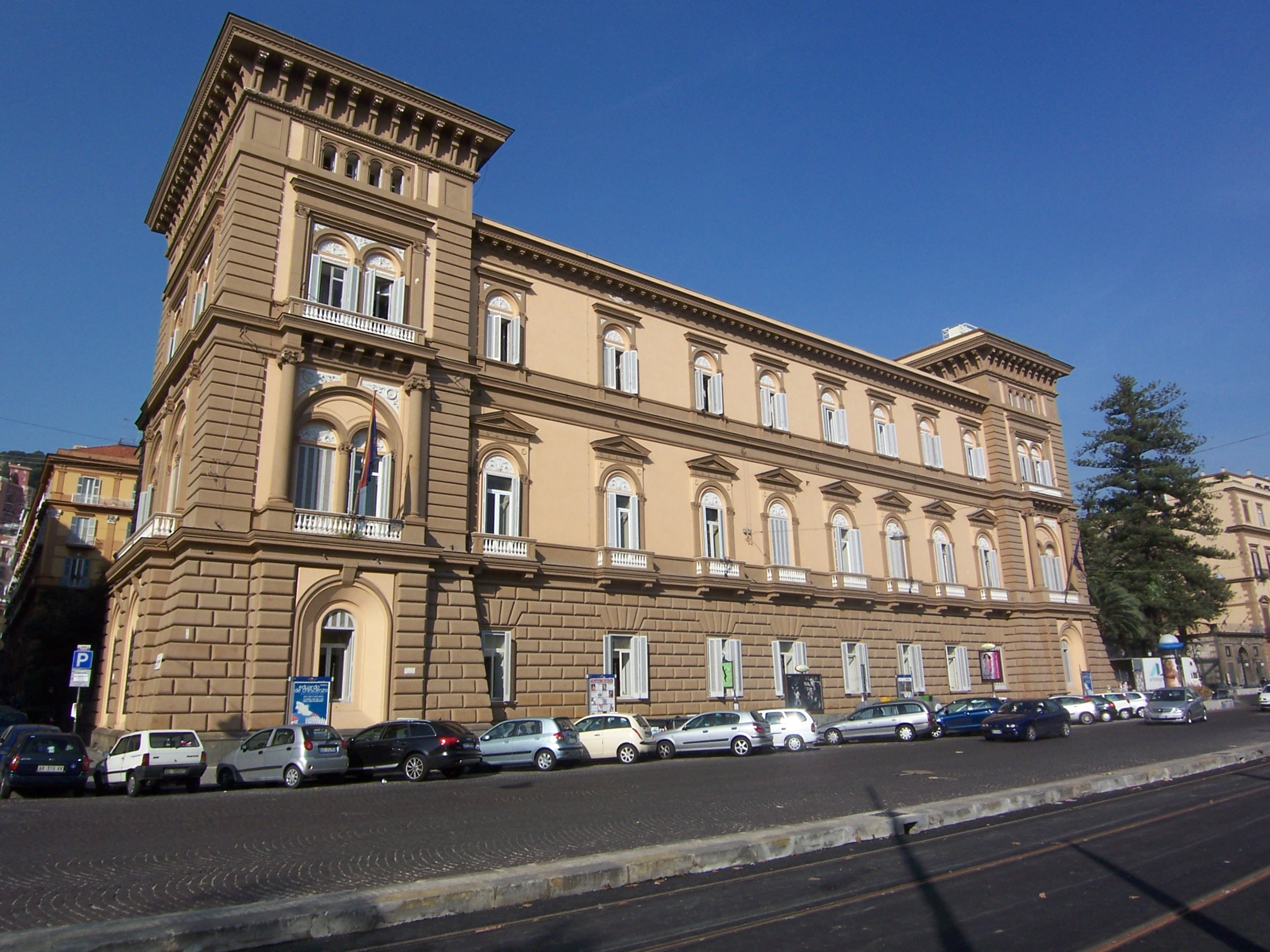
Palazzo Caravita di Sirignano

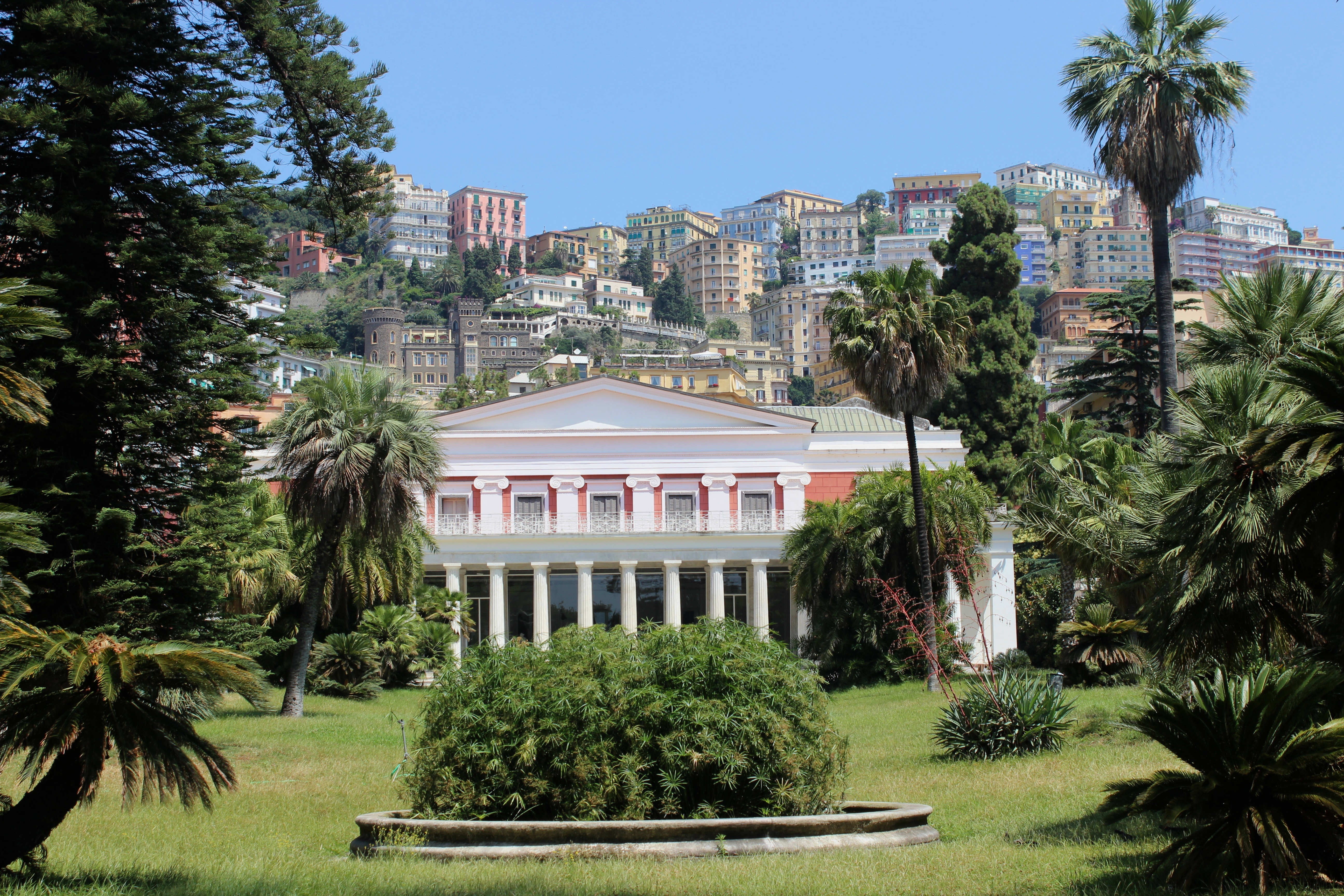
Villa Pignatelli.

- Chiesa di Santa Maria della Neve in San Giuseppe;
- Edificio della Torretta.